# خوان ديفيد كاستانيدا
خوان ديفيد كاستانيدا (بالإسبانية: David Castañeda) هو لاعب كرة قدم كولومبي، ولد في 26 يناير 1995 في ميديلين في كولومبيا. لعب مع نادي ليونيس.

## وصلات خارجية
- خوان ديفيد كاستانيدا على موقع قاعدة بيانات كرة القدم.إي يو (الإنجليزية)
- خوان ديفيد كاستانيدا على موقع Soccerway.com (الإنجليزية)